# Nouvelle Flore des Environs de Paris
Nouvelle Flore des Environs de Paris, (abreujat Nouv. Fl. Env. Paris, en català Nova Flora dels Ambients de París), és un llibre amb il·lustracions i descripcions botàniques que va ser escrit pel metge i botànic francès; François Victor Mérat de Vaumartoise i publicat a París l'any 1812 amb el nom de Nouvelle Flore des Environs de Paris, Suivant li Systeme de Linnee, avec l'Indication des Vertues des Plantes Usitees en Medecine.